# Лимонница аминта
Лимонница аминта (лат. Gonepteryx amintha) — дневная бабочка из рода Gonepteryx в составе семейства белянок (Pieridae).

## Описание
Самый крупный вид в составе рода — длина переднего крыла самцов 29—36 мм, самок 33—38 мм. Передние крылья имеют характерную форму — их верхушка обычно крючковидно изогнута вниз. Между апикальным и торнальным углами имеется довольно глубокая выемка. Верхняя сторона передних крыльев самцов немного ярче, чем задних. Переднее крыло на нижней стороне резко двухцветное — вдоль костального края белое (того же цвета и низ заднего крыла), а остальная часть крыла — жёлтая. Вдоль его внешней поверхности, вдоль кубитального ствола и жилки M3 имеется выраженное напыление серебристыхчешуек. На нижнем крыле расстояние на радиальном стволе между ответвлениями Rs и M1 незначительное, меньше длины дискального пятна. Заднее крыло на своей верхней стороне либо без отражающих ультрафиолетовый свет чешуек (подвиды G. amintha amintha Blanch., G. a. limonia Mell, 1943), либо данные чешуйки расположены только в центре крыла (подвид G. a. formosana Fruhstorfer, 1908). У подвидов G. a. thibetana Nekrutenko, 1968 и G. a. murayamae Nekrutenko, 1973 они полностью покрывают задние крылья. Тёмное окаймление вдоль внешнего края передних крыльев обычно в виде чёткой полосы, доходящей до жилки Cu1. Тёмное окаймление вдоль внешнего края передних крыльев имеет вид широкой сплошной полосы. Дискальные пятна крупные, диаметром 2—3 мм, у самок имеют ярко-оранжевый цвет.

## Ареал
Центральный и Южный Китай, Тайвань, Северный Лаос.
Ошибочно вид (подвид G. a. limonia Mell, 1943) приводился для юга Приморского края России по находке самца на крайнем юге Приморского края в районе станции Хасан 6 августа 1975 года. Также лимонница аминта (под вопросом) была включена в новый Каталог чешуекрылых России. Как отмечает Ю. П. Коршунов, данный экземпляр по внешнему виду является аберрацией большой лимонницы «от которой он отличается лишь некоторым налётом красноватых чешуек на передних крыльях». Также следует учесть, что ареал вида находится далеко к югу от Приморья, самые северные местообитания расположены в субтропическом поясе Китая.